# 7 марта
7 марта — 66-й день года (67-й в високосные годы) по григорианскому календарю.
До конца года остаётся 299 дней.
До 15 октября 1582 года — 7 марта по юлианскому календарю, с 15 октября 1582 года — 7 марта по григорианскому календарю.
В XX и XXI веках соответствует 22 февраля по юлианскому календарю в невисокосные годы, 23 февраля в високосные годы.

## Праздники и памятные дни
См. также: Категория:Праздники 7 марта

### Современные
- Албания — День учителя[2].
- Туркменистан — День работников комплекса транспорта и связи[2][3].

### Исторические
- Древний Рим — Праздник Ведийова[4][5].

### Религиозные

#### Католицизм
- Память святых Фелицитаты и Перпетуи (203);
- память святого отшельника Павла Препростого (IV);
- память святого игумена Дейфера (VI);
- память Терезы Маргариты.

#### Православие[6][7]
Примечание: указано для невисокосных лет, в високосные годы список иной, см. 8 марта.
- Обретение мощей мучеников, иже во Евгении (395—423)[8];
- мучеников Маврикия и 70 воинов: Фотина, Феодора, Филиппа и иных (ок. 305)[9];
- преподобных Фалассия, Лимния и Варадата, пустынников Сирийских (V);
- преподобного Афанасия Павлопетрийского исповедника (821)[10].
- память священномучеников Иосифа Смирнова и Владимира Ильинского пресвитеров, Иоанна Касторского диакона и мученика Иоанна Перебаскина (1918);
- память священномучеников Михаила Горбунова, Иоанна Орлова, Виктора Моригеровского, Иоанна Парусникова, Сергия Белокурова, Павла Смирнова пресвитеров, преподобномучеников Сергия (Букашкина) и Антипы (Кириллова) иеромонахов, преподобномученицы Параскевы Макаровой послушницы, мучеников Стефана Франтова и Николая Некрасова, мучениц Елисаветы Тимохиной, Ирины Смирновой и Варвары Лосевой (1938);
- память мученика Андрея Гневышева (1941);
- память преподобномученика Филарета (Пряхина), игумена (1942).

### Именины
- Католические: Маргарита, Перпетуя, Тереза, Фелицитата.
- Православные: Агарнасе, Андрей, Антипа, Анфуса, Афанасий, Бакар, Бардзим, Вавила, Варадат, Варвара, Ваче, Виктор, Владимир, Гурам, Дача, Джуаншер, Елизавета, Иван, Иосиф, Ирина, Лимний, Маврикий, Михаил, Николай, Параскева, Парсман, Разумник, Рамаз, Сергей, Синет, Степан, Телесоф, Тит, Фалассий, Фёдор, Филарет, Филипп, Фотин.

## События
См. также: Категория:События 7 марта

### До XVIII века
- 161 — после смерти Антонина Пия Марк Аврелий и Луций Вер становятся императорами-соправителями Римской империи.
- 321 — по указу римского императора Константина I Великого воскресенье объявлено выходным днём.
- 1138 — Конрад III был избран королём Германии в Кобленце в присутствии папского легата Теодвина.
- 1530 — папа римский отказал английскому королю Генриху VIII в праве на развод, что подтолкнуло короля к созданию англиканской церкви.
- 1573 — Иван Фёдоров основал во Львове типографию.
- 1609 — подавлен заговор русских бояр с целью свергнуть с престола Василия Шуйского.
- 1657 — французский король Людовик XIV запретил продажу спиртного индейцам Америки.

### XVIII век
- 1714 — подписан Раштаттский мирный договор.
- 1757 — в Петербурге учреждена первая в Российской империи акционерная компания — «Российская в Константинополе торгующая коммерческая компания».
- 1768 — по договору России и Речи Посполитой на её территории уравнены в правах православные и католики.
- 1799 — Наполеон Бонапарт после удачной осады Яффы приказывает казнить албанских пленников (по разным оценкам от 2 440 до 4 100 человек).

### XIX век
- 1814 — в ходе Наполеоновских войн происходит сражение при Краоне.
- 1824 — 12-летний Ференц Лист впервые выступил с концертом в Париже. Успех был потрясающим.
- 1876 — Александр Белл получил патент на телефон.
- 1891 — установлены дипломатические отношения между Россией и Великим Герцогством Люксембург.
- 1900
  - В ходе Второй англо-бурской войны произошёл бой при Поплар-Гров.
  - Немецкий лайнер Kaiser Wilhelm der Grosse становится первым кораблём, который отправляет беспроводные сигналы на берег.

### XX век
- 1902 — Вторая англо-бурская война: буры во главе с Коосом де ла Реем наносят самое большое поражение англичанам в сражении при Твебоше с начала войны.
- 1912
  - Первый беспосадочный перелёт из Парижа в Лондон совершил Анри Сейме.
  - Добравшись из Антарктиды в австралийский Хобарт, норвежский полярный исследователь Руаль Амундсен сообщил о покорении Южного полюса.
- 1917 — российский император Николай II выехал из Петрограда в Могилёв, в Ставку Верховного главнокомандующего, будучи уверенным, что ситуация в столице стабильна.
- 1920 — сирийский национальный конгресс провозгласил независимость Сирии.
- 1924 — обращение ЦК РКП(б) о проведении денежной реформы в СССР (переход к твёрдой валюте).
- 1926 — установлена радиотелефонная связь между Лондоном и Нью-Йорком.
- 1936 — ввод войск Третьего рейха в Рейнскую демилитаризованную зону. Начало процесса ремилитаризации Рейнской области.
- 1939 — в ходе гражданской войны в Испании, береговой артиллерией было потоплено судно «Castillo de Olite»[англ.]; 1476 человек погибли, 342 получили ранения.
- 1946 — в Восточной Германии основан Союз свободной немецкой молодёжи, первым председателем которого стал Эрих Хонеккер.
- 1957 — первый полёт пассажирского турбовинтового самолёта Ан-10.
- 1960
  - В Тихом океане американцами подобраны четыре советских солдата, дрейфовавших на неуправляемой барже практически без воды и продовольствия на протяжении 49 дней.
  - В СССР сформирована первая группа космонавтов из двадцати военных лётчиков.
- 1963 — на встрече с советской интеллигенцией глава СССР Никита Хрущёв предложил поэту Андрею Вознесенскому эмигрировать из страны.
- 1965
  - Катастрофа Ли-2 на Араданском хребте (Красноярский край). Погиб 31 человек.
  - Впервые в Канаде в римских католических церквях совершены богослужения на английском языке.
- 1966 — президент Франции Шарль Де Голль объявил о намерении Франции выйти из военной организации НАТО.
- 1967 — постановление ЦК КПСС, СМ СССР и ВЦСПС о переводе рабочих и служащих предприятий, учреждений и организаций на пятидневную рабочую неделю с двумя выходными днями[11].
- 1981
  - Открыт Ереванский метрополитен.
  - Первый концерт Ленинградского рок-клуба (тогда — «ЛенКлуб Любителей Музыки»), в котором приняли участие группы «Пикник», «Россияне», «Мифы» и «Зеркало».
- 1982 — Андрей Тарковский выехал на Запад.
- 1984 — польские студенты устроили сидячую забастовку в колледже Станислава Сташека в Метне, требуя вновь установить распятия в аудиториях.
- 1986 — правительство Южной Африки отменило чрезвычайное положение, введённое в июле 1985 года.
- 1987 — впервые на ЦТ появилась передача «До и после полуночи» Владимира Молчанова. Гостем передачи был Андрей Миронов.
- 1989 — в связи со скандалом вокруг новой книги Салмана Рушди Иран разорвал дипломатические отношения с Великобританией.
- 1992 — на телеканале Fuji TV состоялся премьерный показ аниме-сериала «Сейлор Мун»[значимость факта?].
- 1995 — в Великокняжеской усыпальнице Петропавловского собора в Санкт-Петербурге были торжественно перезахоронены останки великого князя Кирилла Владимировича и его жены Виктории Фёдоровны, умерших во Франции в конце 1930-х годов.
- 1997 — журнал «Nature» сообщил, что учёные из Рослинского института в Эдинбурге (Шотландия) воспроизвели ягнёнка без участия половых клеток барана. На свет появилась клонированная овца Долли.

### XXI век
- 2004 — папа Иоанн Павел II подписал декрет о канонизации 12 новых святых Католической Церкви. За почти четверть века своего пребывания на папском престоле Иоанн Павел II провозгласил 1311 новых блаженных и 476 святых.
- 2007 — при посадке в Джокьякарте (Индонезия) выкатился за пределы взлётно-посадочной полосы, развалился и загорелся самолёт Boeing 737-497. Погиб 21 человек.
- 2014 — открытие XI Паралимпийских зимних игр в Сочи, Россия.
- 2024 — Швеция стала 32-м членом НАТО.

## Родились
См. также: Категория:Родившиеся 7 марта

### До XIX века
- 189 — Публий Септимий Гета (убит в 211), римский император (в 211).
- 942 — Муайяд аль-Даула[англ.] (ум. 983), эмир Рея (976—983), Хамадана (980—983), Горгана и Табаристана (981—983).
- 1437 — Анна Саксонская (ум. 1512), принцесса Саксонская, в замужестве курфюрстина Бранденбургская.
- 1481 — Бальдассаре Перуцци (ум. 1536), итальянский архитектор и живописец эпохи Высокого Возрождения и раннего маньеризма.
- 1543 — Иоганн Казимир (ум. 1592), пфальцграф Рейнский.
- 1556 — Гийом дю Вэр (ум. 1621), французский государственный деятель, писатель и эссеист.
- 1605 — Семён Дежнёв (ум. 1673), русский землепроходец и мореход, исследователь Северной и Восточной Сибири и Северной Америки.
- 1671 — Роб Рой (Роберт Рой Макгрегор; ум. 1734), национальный герой Шотландии, «шотландский Робин Гуд».
- 1678 — Филиппо Юварра (ум. 1736), итальянский архитектор, аббат, художник-декоратор, рисовальщик и гравёр.
- 1693 — Климент XIII (в миру Карло делла Торре Реццонико; ум. 1769), 248-й папа римский (1758—1769).
- 1715 — Эвальд Христиан фон Клейст (ум. 1759), немецкий поэт и офицер.
- 1730 — Луи Огюст де Бретейль (ум. 1807), французский аристократ и государственный деятель, военный министр Франции (в 1787), министр королевского двора (1783—1788), первый министр Франции (в 1789).
- 1765 — Жозеф Нисефор Ньепс (ум. 1833), французский изобретатель, один из создателей фотографии.
- 1771 — Иван Двигубский (ум. 1840), естествоиспытатель, разработчик русской ботанической номенклатуры, ректор Московского университета.
- 1782 — Хенрика Бейер (ум. 1855), немецкая художница, мастер цветочных натюрмортов.
- 1785 — Алессандро Мандзони (ум. 1873), итальянский писатель и поэт.
- 1788 — Антуан Сезар Беккерель (ум. 1878), французский физик.
- 1792 — Джон Фредерик Уильям Гершель (ум. 1871), английский математик, астроном, химик и изобретатель, сын Уильяма Гершеля.

### XIX век
- 1806 — Анна Дараган (ум. 1877), русский педагог и детская писательница.
- 1833 — Александр Врангель (ум. 1915), русский дипломат, камергер.
- 1837 — Генри Дрейпер (ум. 1882), американский астроном.
- 1839 — Людвиг Монд (ум. 1909), немецкий и британский химик и промышленник.
- 1845 — Осип Мочутковский (ум. 1903), русский врач-бактериолог.
- 1849 — Лютер Бёрбанк (ум. 1926), американский селекционер, садовод.
- 1850
  - Томаш Масарик (ум. 1937), чехословацкий государственный деятель, первый президент Чехословакии (1918—1935).
  - Георг Фольмар (ум. 1922), немецкий политик, первый председатель баварского отделения Социал-демократической партии Германии.
- 1855 — Робер де Монтескью (ум. 1921), французский писатель, денди, коллекционер, библиофил и покровитель искусств.
- 1857 — Юлиус Вагнер-Яурегг (ум. 1940), австрийский психиатр, лауреат Нобелевской премии (1917).
- 1860 — Рене Думик (ум. 1937), французский театрал, литературовед, критик.
- 1861 — Йонас Шлюпас (ум. 1944), литовский общественный деятель, публицист, историк, литературный критик.
- 1872
  - Василий Золотарёв (ум. 1964), белорусский композитор, народный артист Белорусской ССР.
  - Пит Мондриан (ум. 1944), нидерландский художник, один из основоположников абстрактной живописи.
- 1873 — Мадам Сул-Те-Ван (наст. имя Нелли Кроуфорд; ум. 1959), американская актриса театра и кино.
- 1875 — Морис Равель (ум. 1937), французский композитор, реформатор музыки.
- 1878 — Борис Кустодиев (ум. 1927), русский советский художник, академик живописи.
- 1885
  - Джон Тови (ум. 1971), британский морской офицер, принимавший участие в обеих мировых войнах, адмирал флота.
  - Мильтон Кларк Эвери (ум. 1965), американский художник-модернист.
- 1886 — Джефри Инграм Тейлор (ум. 1975), английский физик, математик и специалист по гидродинамике и теории волн.
- 1888
  - Уильям Леонард Лоуренс (ум. 1977), американский журналист и официальный историограф ядерных программ США в 1940-е — 1950-е гг., лауреат двух Пулитцеровских премий.
  - Алидиус Тьярда ван Старкенборг Стахауэр (ум. 1978), нидерландский политик, 60-й и последний генерал-губернатор Голландской Ост-Индии.
- 1892 — Йозеф Туранец (ум. 1957), словацкий военный деятель периода марионеточного прогерманского правительства Йозефа Тисо (1939—1944).
- 1894
  - Марсель Деа (ум. 1955), французский политик и государственный деятель.
  - Сергей Лазо (убит в 1920), большевистский военачальник и государственный деятель, активный участник установления советской власти в Сибири и на Дальнем Востоке.
- 1895 — Поликарп Какабадзе (ум. 1972), грузинский советский драматург.
- 1899 — Фёдор Селин (ум. 1960), российский и советский футболист, прозванный «королём воздуха» за отличную игру головой.

### XX век
- 1902 — Хайнц Рюман (ум. 1994), немецкий актёр театра и кино, кинорежиссёр и эстрадный певец.
- 1903 — Михаил Леонтович (ум. 1981), советский физик, академик АН СССР.
- 1904
  - Серафим Аникеев (ум. 1962), артист оперетты, народный артист РСФСР.
  - Ивар Баллангруд (ум. 1969), норвежский конькобежец, четырёхкратный олимпийский чемпион (1928, 1936), многократный чемпион мира и Европы, рекордсмен мира.
  - Курт Вайцман (ум. 1993), немецкий и американский историк искусства, специалист по искусству Византии.
  - Рейнхард Гейдрих (ум. 1942), государственный и политический деятель нацистской Германии.
- 1908
  - Анна Маньяни (ум. 1973), итальянская киноактриса, лауреат мн. кинопремий, первая итальянская актриса — обладательница премии «Оскар» (1955).
  - Инге Фирмец (ум. 1997), одна из ключевых участниц нацистской организации «Лебенсборн».
- 1909 — Юрий Янкелевич (ум. 1973), советский скрипач и педагог.
- 1911 — Агьея (наст. имя Саччидананд Хирананд Ватсьяян; ум. 1987), индийский поэт, прозаик, журналист, переводчик и преподаватель.
- 1912 — Адиля Айда (ум. 1992), турецкая писательница, историк, профессор, дипломат.
- 1914 — Алексей Грицай (ум. 1998), советский и российский живописец, академик, народный художник СССР.
- 1915 — Жак Шабан-Дельмас (ум. 2000), французский политик, премьер-министр Франции (1969—1972), во времена Второй мировой войны участник движения Сопротивления.
- 1917 — Бетти Холбертон (ум. 2001), американская программистка, одна из первых шести программистов ENIAC.
- 1922
  - Ольга Ладыженская (ум. 2004), советский и российский математик, академик АН СССР и РАН.
  - Мохтар Лубис (ум. 2004), индонезийский писатель-прозаик, публицист, общественный деятель, борец за свободу творчества и свободу прессы.
  - Энди Филлип (ум. 2001), американский баскетболист и тренер, чемпион НБА, член Зала славы баскетбола.
- 1924
  - Кобо Абэ (ум. 1993), японский писатель, драматург, сценарист.
  - Борис Марков (ум. 1977), чувашский советский театральный актёр, оперный режиссёр, педагог, общественный деятель, народный артист РСФСР, депутат Верховного Совета СССР (1962—1966).
- 1928
  - Владимир Чивилихин (ум. 1984), русский советский писатель-прозаик, эссеист, журналист, лауреат государственных премий.
  - Артур Дион Ханна (ум. 2021), багамский политик, генерал-губернатор Багамских Островов (2006—2010).
- 1930 — Энтони Армстронг-Джонс, 1-й граф Сноудон (ум. 2017), британский фотограф и дизайнер, в 1960—1978 гг. муж принцессы Маргарет, сестры королевы Елизаветы II.
- 1932
  - Владимир Дахно (ум. 2006), советский и украинский художник-мультипликатор.
  - Галина Ковалёва (ум. 1995), оперная певица, педагог, народная артистка СССР.
- 1933 — Джон Бланчфлауэр (ум. 1998), североирландский футболист, один из 19 выживших в авиакатастрофе в Мюнхене 1958 г.
- 1934 — Уиллард Скотт (ум. 2021), американский киноактёр, телеведущий, писатель, первый исполнитель рекламной роли клоуна Рональда Макдональда и роли клоуна Бозо в телепередачах для детей «Цирк Бозо» (Bozo’s Circus).
- 1936
  - Лидия Иванова (ум. 2007), российская писательница, журналистка, актриса и телеведущая.
  - Жорж Перек (ум. 1982), французский писатель и кинорежиссёр.
- 1938
  - Дейвид Балтимор, американский биохимик, молекулярный биолог и вирусолог, педагог, популяризатор науки, лауреат Нобелевской премии по медицине (1975).
  - Джанет Гатри, американская профессиональная автогонщица, первая женщина, конкурировавшая наравне с мужчинами в гонках 500 миль Индианаполиса и Daytona 500.
- 1940
  - Руди Дучке (ум. 1979), немецкий марксистский социолог и политик.
  - Светлана Моргунова (ум. 2024), диктор Центрального телевидения СССР, народная артистка России.
  - Виктор Савиных, советский космонавт, дважды Герой Советского Союза.
  - Дэниел Траванти, американский актёр кино, телевидения и театра, лауреат премий «Золотой глобус» и «Эмми».
- 1941
  - Андрей Миронов (ум. 1987), актёр театра, кино и озвучивания, артист эстрады, певец, телеведущий, народный артист РСФСР.
  - Пирс Пол Рид, британский писатель.
- 1942
  - Майкл Айснер, американский предприниматель, бизнесмен, CEO, бывший председатель The Walt Disney Company (1984—2005).
  - Тэмми Фэй Месснер (ум. 2007), американская христианская певица, автор и ведущая телешоу.
- 1944
  - Таунс Ван Зандт (ум. 1997), американский автор-исполнитель кантри и фолка.
  - Ранульф Твислтон-Викем-Файнс, 3-й баронет, британский путешественник, обладатель ряда рекордов на выносливость, названный в 1984 г. Книгой рекордов Гиннесса «величайшим из ныне живущих исследователей в мире».
- 1945
  - Артур Ли (наст. фамилия Тейлор; ум. 2006), американский музыкант, вокалист, мультиинструменталист и автор песен, лидер группы Love.
  - Элизабет Мун, американская писательница-фантаст.
- 1946 — Джон Хёрд (ум. 2017), американский актёр театра и кино.
- 1947 — Вальтер Рёрль, немецкий автогонщик, первый в истории двукратный чемпион мира по ралли (1980 и 1982), чемпион Европы по ралли (1974), чемпион Африки по ралли (1982).
- 1948 — Шамиль Тарпищев, советский и российский спортивный деятель, теннисист, тренер, президент Федерации тенниса России.
- 1949 — Гэнъё Такэда, японский дизайнер и продюсер видеоигр.
- 1952 — Уильям Бойд, шотландский писатель и сценарист.
- 1956 — Брайан Крэнстон, американский актёр, режиссёр, продюсер, сценарист, лауреат премий «Эмми», «Золотой глобус» и др.
- 1957 — Роберт Харрис, английский писатель, сценарист и журналист.
- 1958 — Александр Ф. Скляр, советский и российский рок-музыкант, певец, гитарист, автор песен, основатель и лидер группы «Ва-Банкъ».
- 1959
  - Донна Мёрфи, американская актриса и певица, лауреат двух премий «Тони».
  - Лучано Спаллетти, итальянский футболист и футбольный тренер.
- 1960
  - Иван Лендл, чешский теннисист, 8-кратный чемпион турниров Большого шлема, обладатель Кубка Дэвиса (1980), бывшая первая ракетка мира.
  - Ирина Петровская, российская теле- и радиоведущая, журналистка, телекритик, член Академии российского телевидения.
- 1961
  - Николя Дюпон-Эньян, французский политический и государственный деятель.
  - Виктор Третьяков, советский и российский певец, бард, автор-исполнитель, поэт.
- 1962 — Тейлор Дейн (наст. имя Лесли Вундермен), американская певица, автор песен.
- 1963 — Э. Л. Джеймс (наст. имя Эрика Леонард), английская писательница, автор эротического романа «Пятьдесят оттенков серого» и его продолжений.
- 1964
  - Михаил Попков, российский серийный убийца и насильник, один из «рекордсменов» по числу жертв.
  - Ванда Сайкс, американская актриса, комик и сценарист, обладательница премии «Эмми».
  - Владимир Смирнов, советский и казахстанский лыжник, олимпийский чемпион (1994), 4-кратный чемпион мира (1989, 1995).
  - Брет Истон Эллис, американский писатель и сценарист.
- 1965 — Жан-Пьер Барда, шведский певец, композитор, актёр, солист и фронтмен поп-группы Army of Lovers.
- 1966
  - Владимир Драчёв, советский, российский и белорусский биатлонист, 4-кратный чемпион мира (1996, 1998, 2000), 3-кратный чемпион Европы (1996, 2006), депутат Госдумы РФ.
  - Ацуси Сакураи (ум. 2023), японский певец и музыкант, прежде всего известный, как вокалист группы BUCK-TICK, бывший ударником с (1983—1985).
- 1967 — Ай Ядзава, японский художник, специализирующийся на комиксах (мангака).
- 1969
  - Таканори Коно, японский двоеборец, двукратный олимпийский чемпион (1992, 1994) и чемпион мира (1993, 1995).
  - Хидэки Нода, японский автогонщик, участник чемпионата мира по автогонкам в классе Формула-1.
- 1970 — Рэйчел Вайс, британская актриса, лауреат премии «Оскар», «Золотой глобус» и др.
- 1971
  - Мэттью Вон, британский кинорежиссёр, продюсер, сценарист и актёр.
  - Питер Сарсгаард, американский актёр кино и телевидения.
- 1973 — Себастьен Изамбар, французский поп-певец, один из четырёх солистов группы Il Divo.
- 1974 — Дженна Фишер (Реджина Мари Фишер), американская актриса.
- 1975
  - Одри Мари Андерсон, американская актриса кино и телевидения, бывшая модель.
  - Михаил Ведерников, российский государственный и политический деятель, губернатор Псковской области (c 2018).
- 1977 — Жером Фернандес, французский гандболист, двукратный олимпийский чемпион (2008, 2012), 4-кратный чемпион мира, 3-кратный чемпион Европы.
- 1978 — Азис (наст. имя Васил Боянов), болгарский певец цыганского происхождения.
- 1979 — Аманда Сомервилль, американская певица и композитор.
- 1980
  - Мурат Боз, турецкий поп-певец.
  - Лора Препон, американская актриса кино и телевидения, модель.
- 1983
  - Манушу (наст. имя Матеуш Алберту Контрейраш Гонсалвеш), ангольский футболист.
  - Эттьенн Парк, американская актриса кино, телевидения и театра.
- 1984 — Матьё Фламини, французский футболист.
- 1985 — Гервин Прайс, валлийский игрок в дартс, чемпион мира (2021).
- 1987
  - Хатем Бен Арфа, французский футболист.
  - Никлас Бергфорс, шведский хоккеист.
- 1988 — Валентина Шевченко, кыргызстанская и перуанская спортсменка, боксёр и боец смешанных единоборств.
- 1994
  - Чейз Калиш, американский пловец, олимпийский чемпион (2020), двукратный чемпион мира (2017).
  - Джордан Пикфорд, английский футболист, вратарь, серебряный призёр чемпионата Европы (2020).
- 1995 — Хейли Лу Ричардсон, американская актриса кино и телевидения.
- 1997 — Дилан Строум, канадский хоккеист, серебряный призёр чемпионата мира (2019).
- 1998 — Аманда Горман, американская поэтесса и общественный активист.
- 1999 — Рональд Араухо, уругвайский футболист.

## Скончались

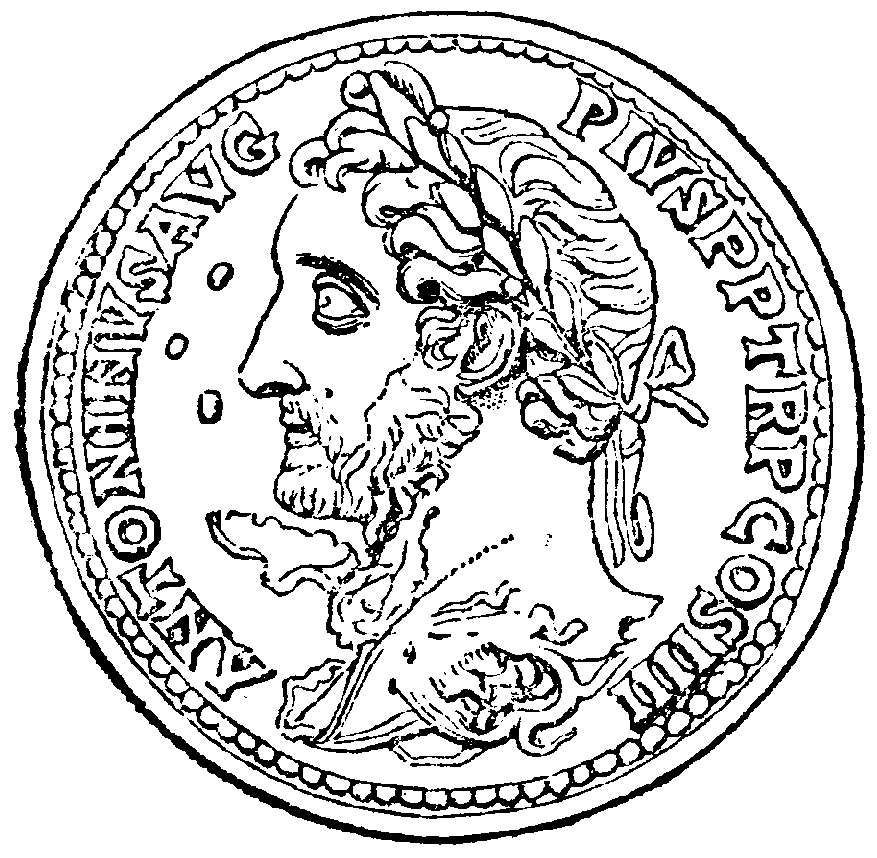
Антонин Пий

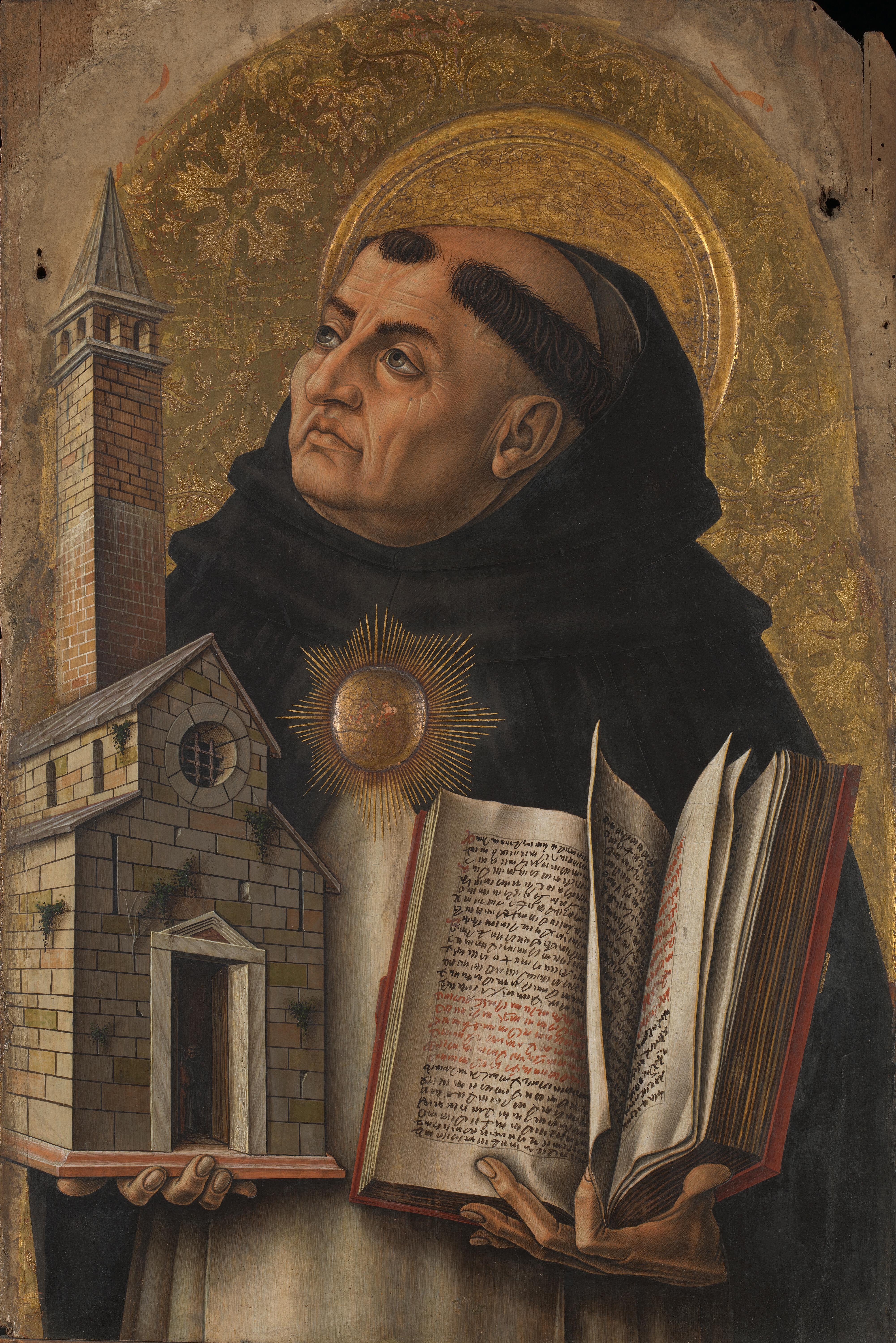
Фома Аквинский

См. также: Категория:Умершие 7 марта

### До XIX века
- 161 — Тит Элий Цезарь Антонин (р. 86), древнеримский император (138—161).
- 1274 — Святой Фома Аквинский (р. ок. 1225), итальянский философ и богослов.
- 1625 — Иоганн Байер (р. 1572), немецкий астроном.
- 1724 — Иннокентий XIII (в миру Микеланджело деи Конти; р. 1655), 244-й папа римский (с 1721).

### XIX век
- 1803 — Прасковья Жемчугова (р. 1768), российская актриса и певица (сопрано).
- 1809
  - Иоганн Георг Альбрехтсбергер (р 1736), австрийский композитор, органист, музыковед и музыкальный педагог.
  - Жан-Пьер Франсуа Бланшар (р. 1753), французский аэронавт, первым пересёкший Ла-Манш на воздушном шаре.
- 1810 — Катберт Коллингвуд (р. 1750), британский вице-адмирал, барон.
- 1837 — митрополит Евгений (в миру Евфимий Болховитинов; р. 1767), митрополит Киевский и Галицкий, церковный историк, археограф, библиограф.
- 1856 — Каэтан Козьмян (р. 1771), польский поэт, критик, публицист, прозаик.
- 1900 — Август Зильберштейн (р. 1827), австрийский писатель.

### XX век

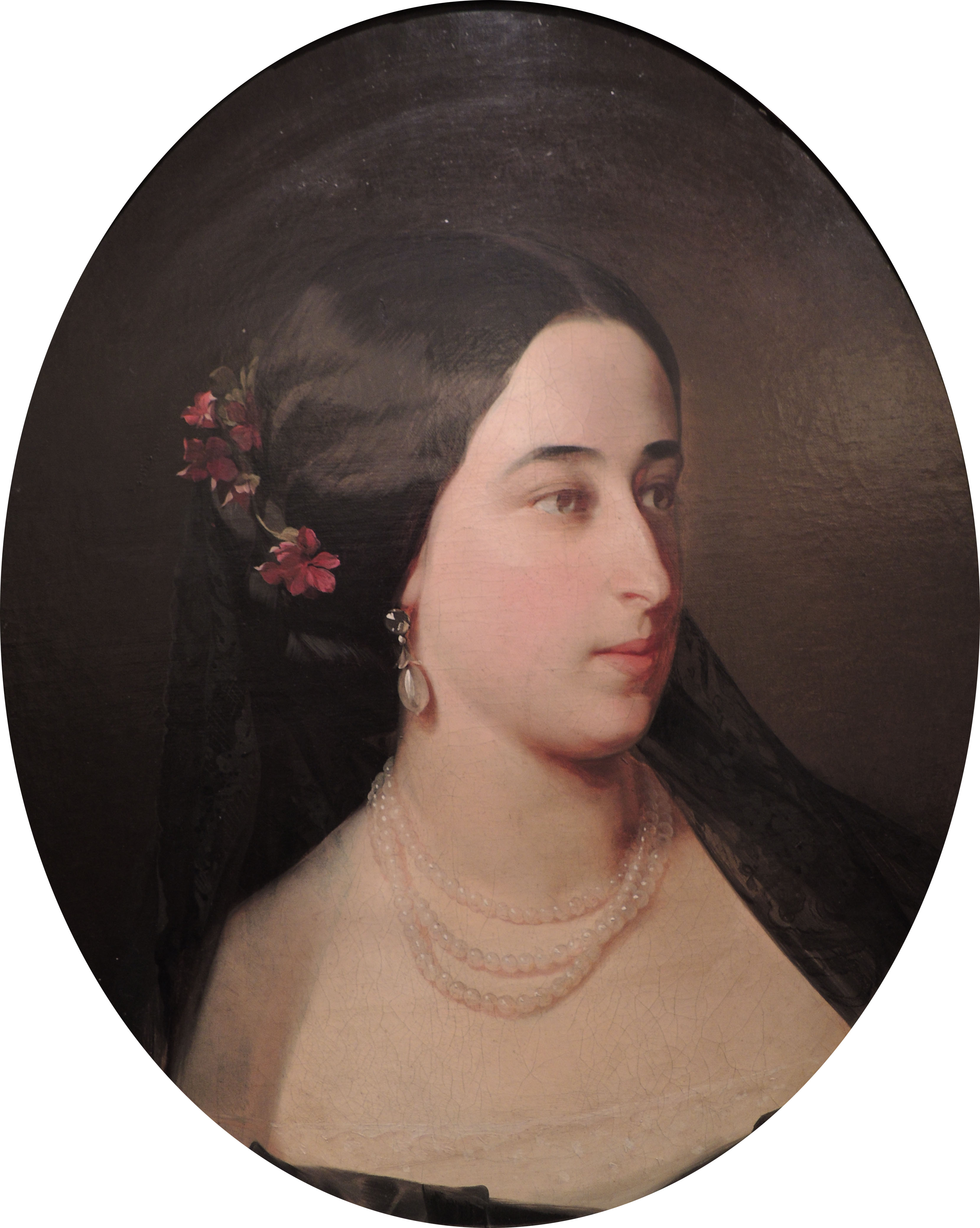
Мария Пушкина (Гартунг)

- 1919 — Мария Пушкина (р. 1832), старшая дочь поэта А. С. Пушкина.
- 1925 — Александр Введенский (р. 1856), русский философ, психолог.
- 1925 — князь Георгий Львов (р. 1861), русский общественный и политический деятель.
- 1931 — Тео ван Дуйсбург (р. 1883), нидерландский художник и теоретик искусства.
- 1940 — Михаил Бонч-Бруевич (р. 1888), российский и советский радиотехник.
- 1952 — Парамаханса Йогананда (р. 1893), индийский йогин и философ, распространитель духовной практики крийя-йоги на Западе.
- 1958 — Фёдор Янковский (р. 1897), советский военный деятель, генерал-майор артиллерии.
- 1959 — Артур Сесил Пигу (р. 1877), английский экономист.
- 1975
  - Михаил Бахтин (р. 1895), русский советский культуролог, литературовед, теоретик искусства, философ.
  - Лео Свемпс (р. 1897), латышский живописец, педагог, народный художник СССР.
- 1981 — Кирилл Кондрашин (р. 1914), дирижёр, народный артист СССР.
- 1983 — Доналд Маклейн (р. 1913), британский дипломат и агент советской разведки.
- 1985 — Аркадий Фидлер (р. 1894), польский натуралист, путешественник и писатель.
- 1987 — Юрий Чулюкин (р. 1929), кинорежиссёр, сценарист, киноактёр, автор текстов песен, народный артист РСФСР.
- 1992
  - Асаф Мессерер (р. 1903), артист балета, балетмейстер и педагог, народный артист СССР.
  - Николай Шатов (р. 1909), первый советский штангист, превысивший официальный мировой рекорд.
- 1993 — Мартти Ларни (р. 1909), финский писатель и журналист.
- 1995 — Казимеж Вилкомирский (р. 1900), польский композитор, дирижёр, виолончелист.
- 1997
  - Агнешка Осецкая (р. 1936), польская поэтесса, сценарист, режиссёр и журналистка.
  - Эдвард Миллс Парселл (р. 1912), американский физик, лауреат Нобелевской премии (1952).
- 1999 — Стэнли Кубрик (р. 1928), американский кинорежиссёр, сценарист, продюсер, оператор, лауреат премии «Оскар».

### XXI век
- 2004 — Пол Уинфилд (р. 1939), американский актёр, лауреат премии «Эмми».
- 2009
  - Ян Арлазоров (р. 1947), российский театральный и эстрадный актёр.
  - Дмитрий Козлов (р. 1919), конструктор ракетно-космической техники, дважды Герой Социалистического Труда.
  - Туллио Пинелли (р. 1908), итальянский писатель и сценарист.
- 2013 — Дамиано Дамиани (р. 1922), итальянский актёр, кинорежиссёр, сценарист и писатель.
- 2014 — Анатолий Кузнецов (р. 1930), актёр театра и кино, народный артист РСФСР.
- 2016 — Жан-Бернар Ремон (р. 1926), французский дипломат, политик, государственный деятель.
- 2017 — Ханс Демельт (р. 1922), американский физик немецкого происхождения, лауреат Нобелевской премии (1989).
- 2024 — Стив Лоуренс (настоящее имя Сидни Лейбовиц; р. 1935), американский певец и актёр.

## Народный календарь, приметы и фольклор Руси
- Афанасий, Маврикий.
- На Маврикия прилетают грачи.
- В старину на Руси в этот день ели «чёрную уху» (суп, где мясо варилось в огуречном рассоле с примесью разных пряностей и кореньев)[12].
- Ранний прилёт грачей и ласточек сулит раннюю весну[13].